# Santuario di San Pedro Bautista
Il Santuario di San Pietro Battista (Dambana ni San Pedro Bautista / Sanctuario de San Pedro Bautista), noto anche come San Francesco del Monte, è una chiesa parrocchiale nel distretto San Francisco del Monte di Quezon City, nelle Filippine. È una delle chiese più antiche del paese, fondata nel 1590 e oggi dedicata al suo fondatore, Pedro Bautista Blásquez, missionario spagnolo di Ávila, Spagna, che morì poi martire in Giappone nel 1597 (fa parte del gruppo detto dei Ventisei Martiri del Giappone).
Il santuario appartiene alla diocesi di Cubao ed è amministrato dai francescani dell'Ordine dei Frati Minori (OFM) della Provincia francescana di San Pedro Bautista.

## Storia
Quando Pedro Bautista fu eletto "custode", vide la necessità di un luogo appartato in cui i missionari potessero ricaricarsi fisicamente, mentalmente e spiritualmente. Trovò una zona collinare che considerava favorevole alla meditazione e ottenne dal governatore generale Santiago de Vera la concessione del terreno ai francescani (17 febbraio 1590).
L'area era all'epoca coperta da fitti boschi. Padre Pietro Battista costruì un piccolo convento e una cappella fatta di bambù e palma nipa, che dedicò alla Madonna di Montecelli.
La cappella fu sostituita da una struttura in legno nel 1591; nel 1599 fu ricostruita usando mattoni di fango secco su progetto dell'architetto Domingo Ortigas.
Nel 1639 fu gravemente danneggiata durante una rivolta, e completamente distrutta dal terremoto del 1645. I ruderi della chiesa e del convento rimasero in stato d'abbandono alcuni decenni.

### Costruzione dell'attuale chiesa
La costruzione di una nuova chiesa in pietra, iniziata, sospesa, ripresa, fu portata a termine solo nel 1699 sotto la supervisione di p. Francisco de Mondéjar e grazie al sostegno economico di Don Tomás de Endaya. Accanto, fu ricostruito anche il convento.
La nuova chiesa fu dedicato a Pietro Battista e ai suoi compagni martiri, che nel frattempo (1627) erano stati beatificati da Papa Urbano VIII.
Nel 1895 i frati abbandonarono il luogo e l'anno seguente le forze rivoluzionarie filippine occuparono la chiesa. Furono poi i soldati americani ad occuparla nel 1898, durante la guerra filippina-americana.
Nel 1914 la chiesa fu riconsacrata con una festa cittadina in onore di San Pedro Bautista. Nel 1932 essa fu elevata al rango di parrocchia.

### Espansione della chiesa
Negli anni '70, con l'aumentare della popolazione parrocchiale, si rese necessario costruire una chiesa più grande. La chiesa in pietra originale fu ampliata rimuovendo il muro nord-orientale e costruendo una nuova navata.

La struttura originale divenne lo spazio del santuario, mentre la facciata e l'abside originali ora appaiono come semitransetti della chiesa attuale, mentre gli altari barocchi divennero altari laterali e sagrestia. Al centro del santuario c'era un enorme crocifisso e il pavimento fu cambiato in marmo. La nuova chiesa fu realizzata secondo le disposizioni del Concilio Vaticano II. 

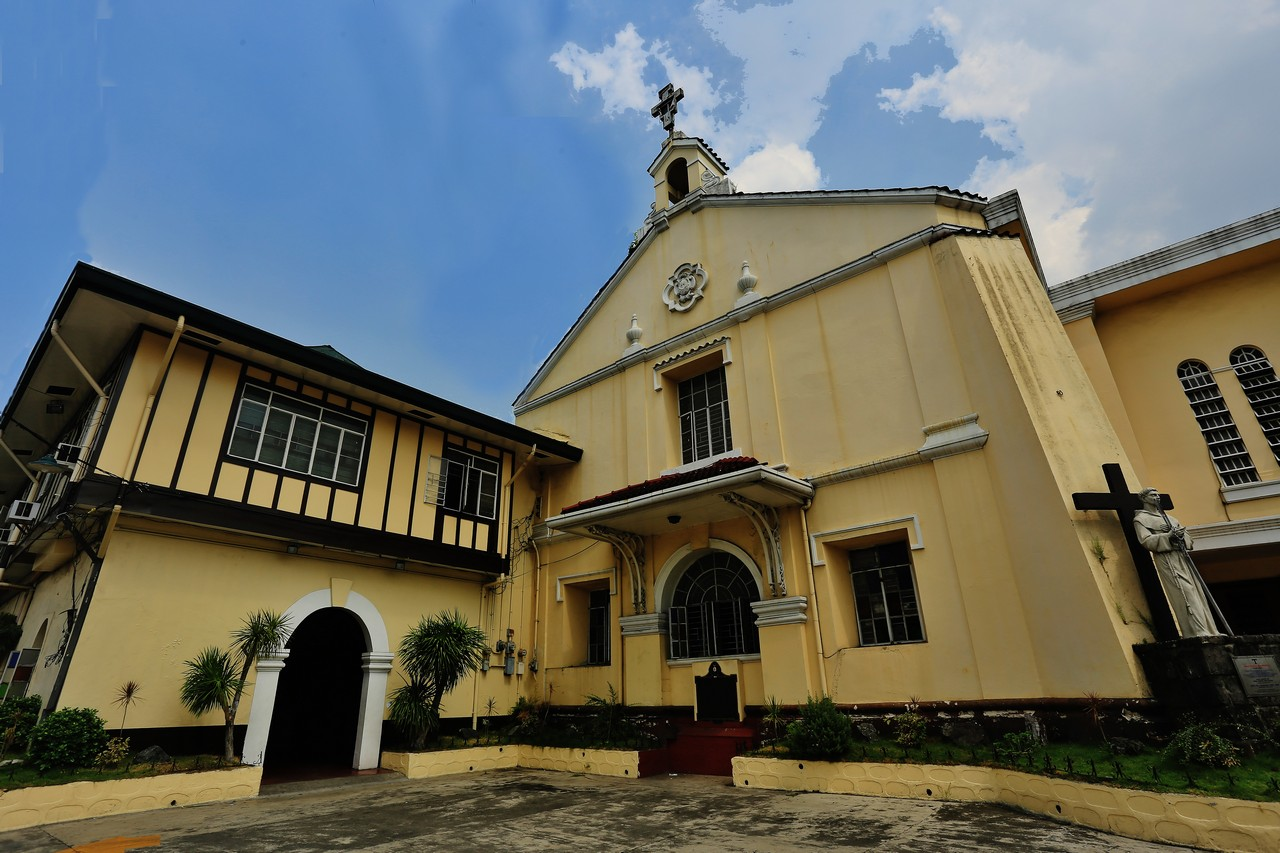
La facciata originale del Santuario di San Pedro Bautista costruita nel 1699
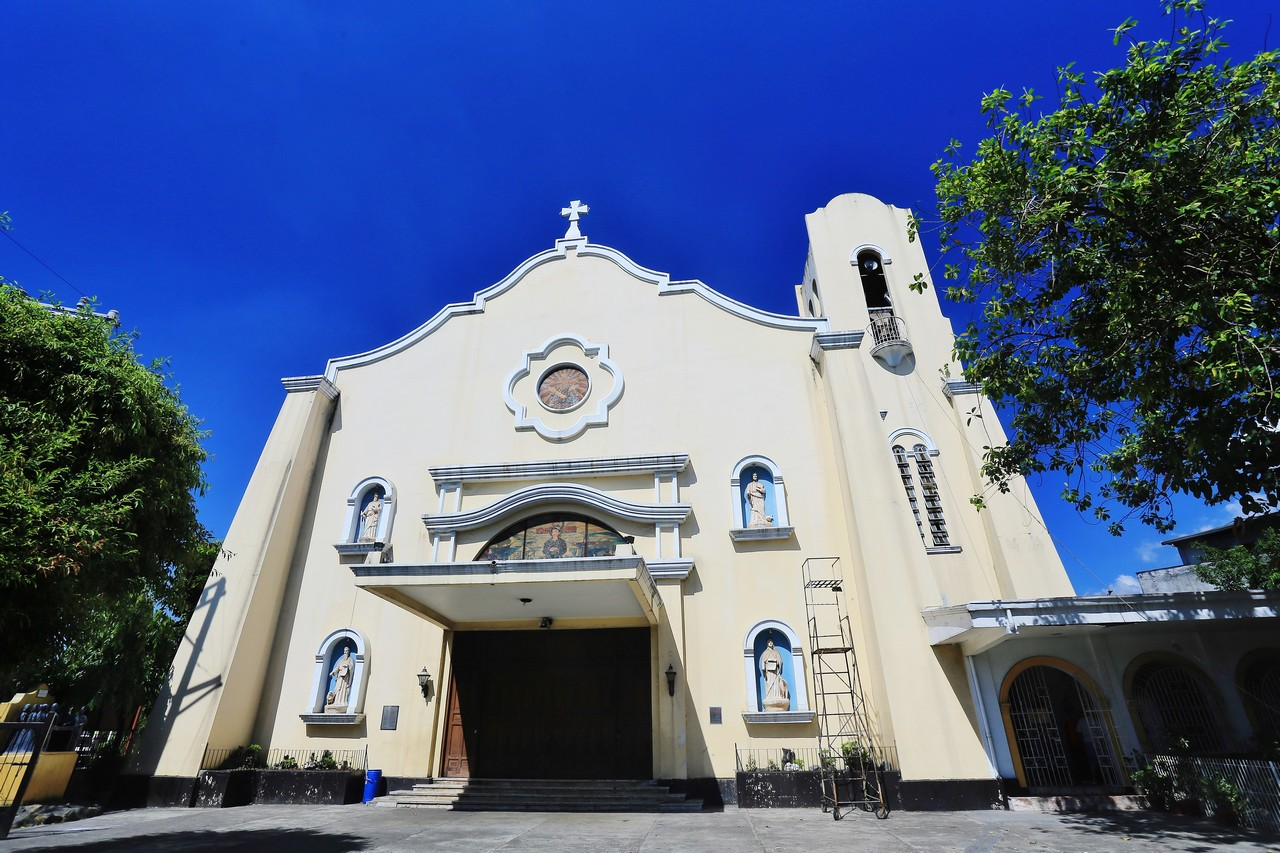
L'attuale facciata della chiesa è stata aggiunta negli anni '70
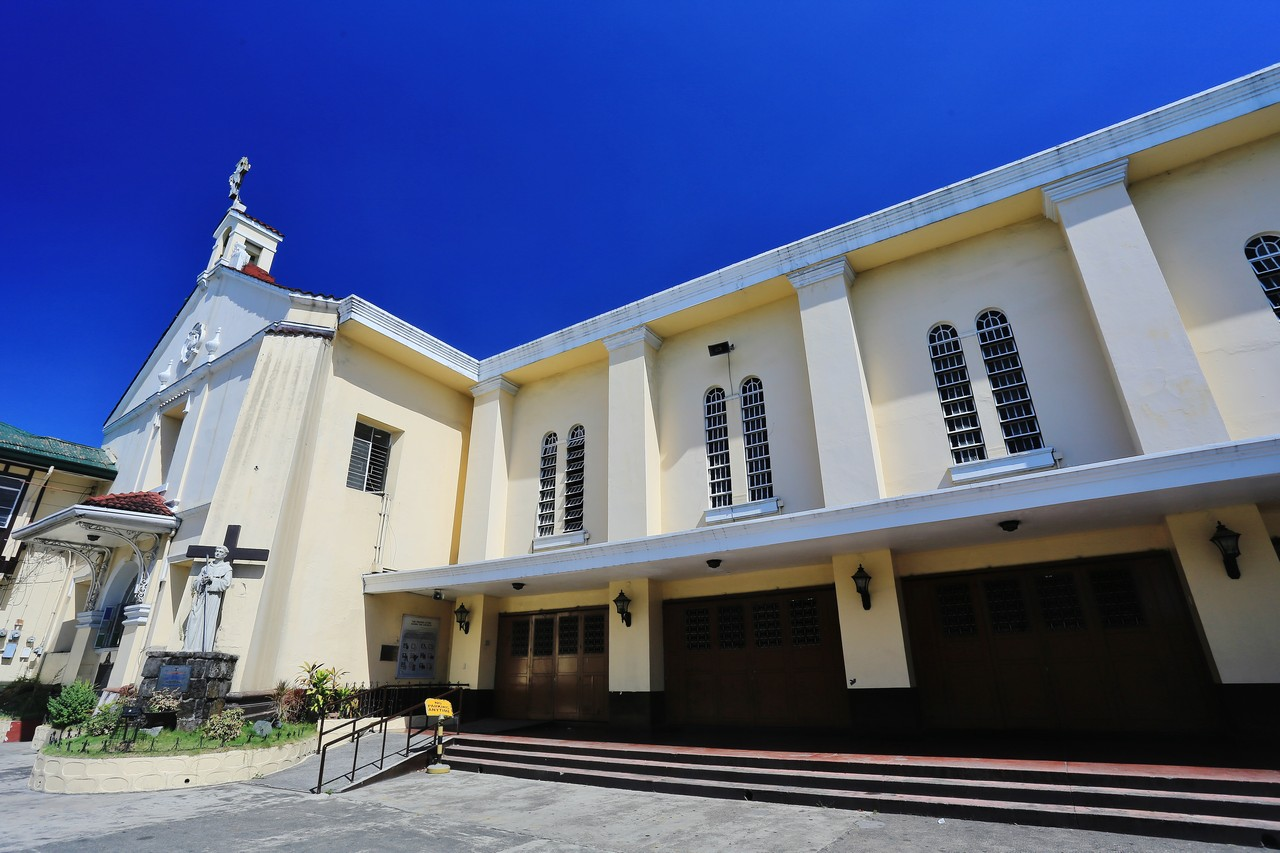
La facciata originale sembra un semitrasetto ma separata da una partizione in legno
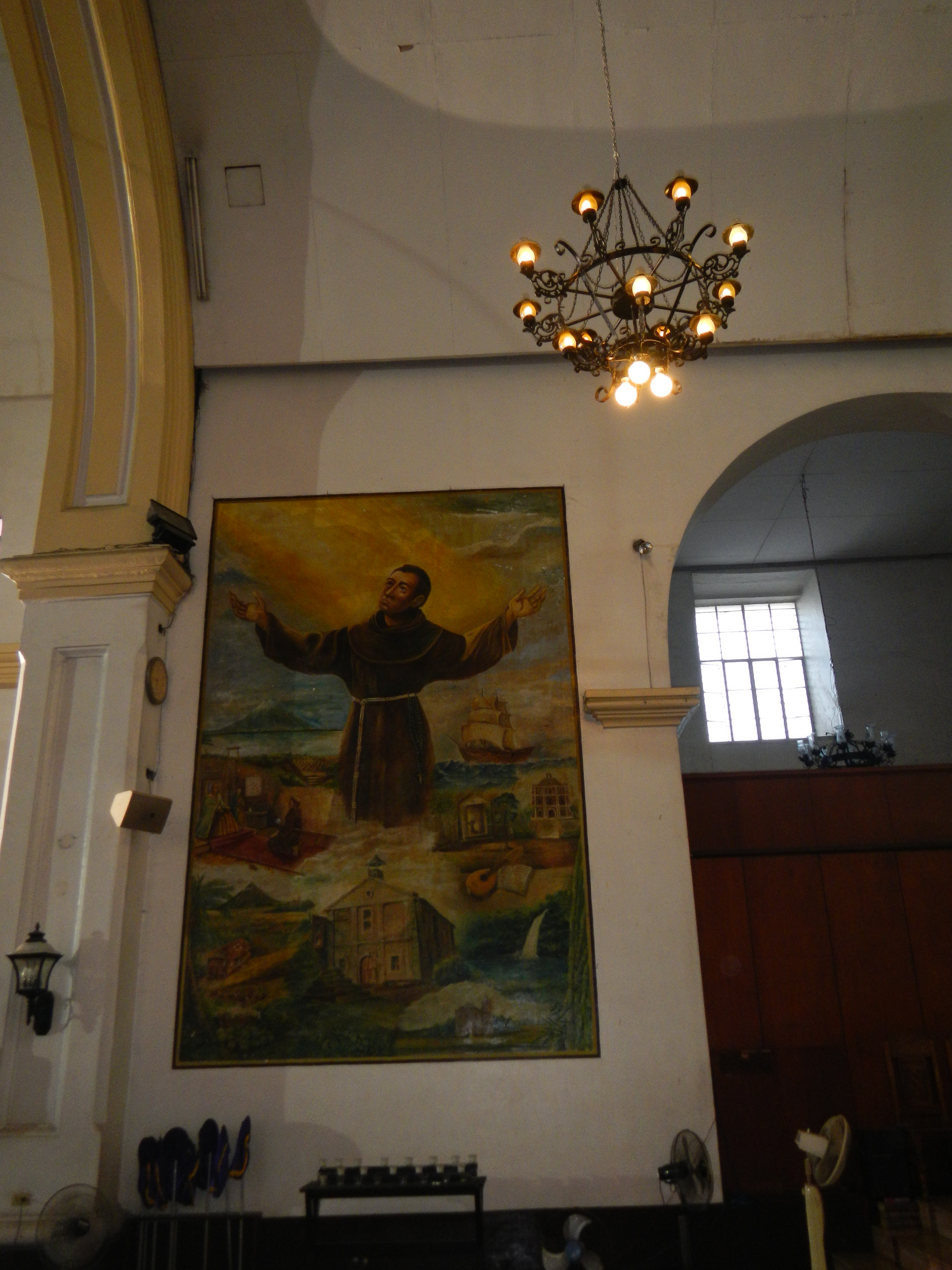
Murale di San Pietro Battista e la chiesa originale sotto di lui
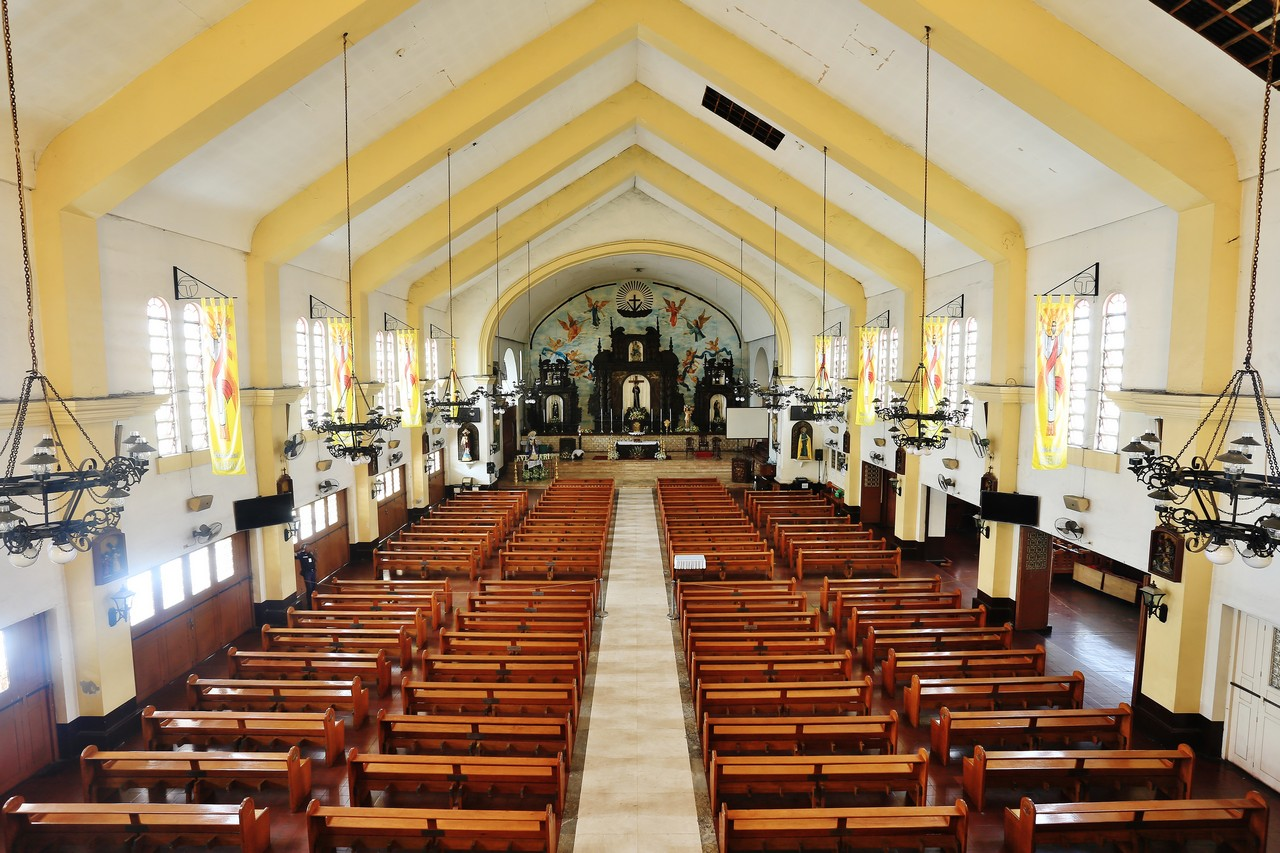
La navata più grande e più ampia dell'attuale chiesa

 Il 25 febbraio 2001, la chiesa fu dichiarata ufficialmente santuario arcidiocesano e il nome fu cambiato in Sanctuario de San Pedro Bautista (Santuario di San Pietro Battista) in considerazione del suo significato storico e religioso per l'arcidiocesi di Manila (nonché per la diocesi di Cubao a cui appartiene dal 2003).
La diocesi di Cubao ha annunciato il 9 luglio 2020 che la Santa Sede ha conferito il titolo di basilica minore alla parrocchia, rendendola così la diciassettesima basilica minore nelle Filippine e la seconda nella diocesi.